# 마리오스 이코노무
마리오스 이코노무(그리스어: Μάριος Οικονόμου, 1992년 10월 6일, 이오아니나 ~ )는 그리스의 축구 선수로, 이탈리아 세리에 A의 삼프도리아에서 뛰고 있다.